# سیان اوکانر
سیان اوکانر (انگلیسی: Cian O'Connor؛ زادهٔ ۱۲ نوامبر ۱۹۷۹) سوارکار پرش اهل جمهوری ایرلند است.